# Christine (Christine and the Queens)
Christine is een nummer van de Franse zanger Christine and the Queens uit 2014. Het is de tweede single van zijn debuutalbum Chaleur humaine.
Het nummer werd in Frankrijk en België een enorme hit. In Frankrijk behaalde het de 3e positie, en in de pakte Vlaamse Ultratop 50 het de nummer 1-positie. Begin 2015 sloeg het nummer ook aan in Nederland, waar het de 29e positie bereikte in de Nederlandse Top 40.
In 2015 verscheen er ook een Engelstalige versie van het nummer genaamd "Tilted". Volgens Time magazine is het nummer een van de tien beste nummers van 2015.